# 兵庫県立神出学園
兵庫県立神出学園（ひょうごけんりつかんでがくえん）は、兵庫県神戸市西区にある全寮制の不登校児支援施設。

## 所在地
- 兵庫県神戸市西区神出町小束野30番地

## 沿革
- 1994年 - 開校。

## 概要
- 全国で唯一の不登校等青少年の支援施設として開校した。

学園は全寮制で月曜日の朝に登園してプログラムを受けて、木曜日に帰る仕組みである。プログラムは農園や動物プログラム、スポーツやインターネット、料理や食育、ミュージックなどがあり、中には進路学習と言うプログラムもある。
学園の寮には生活指導員が男子寮、女子寮に2人ずつ配置されている。
まず10時に学園に登園してきて朝のプログラムを受ける。そして昼ご飯を食べてまた午後のプログラムに出る。
そしてプログラムが終わると自由時間になる。
火曜、水曜とプログラムを受けて、木曜日に午前のプログラムを受けてお昼を食べ、その後帰ることになっている。
毎週金曜日には1日交流体験がある。
7月末に夏祭り、11月に学園際がある。
在学できるのは基本2年だが、1年延長することもできる。
入学対象者は15歳〜23歳までの不登校児など。
入園する場合、普通高校は休学する必要がある。通信制高校は休学する必要がない。通信制高校の中には連携することがてきる学校もある。兵庫県立青雲高等学校など。

## 兵庫県立神出学園周辺の施設
- 神戸市立神出中学校

## 周辺の道路
- 国道175号
- 兵庫県道563号神出山田自転車道線